# サムットソンクラーム・スタジアム
サムットソンクラーム・スタジアム(タイ語: สนามกีฬากลางจังหวัดสมุทรสงคราม、英: Samut Songkhram Stadium)は、タイ王国のサムットソンクラーム県にある多目的スタジアムである。

## 概要
収容人数は5,000人。主にサッカーの試合に用いられ、タイ・プレミアリーグに所属するサムットソンクラームFCがホームスタジアムとして使用している。

## 交通アクセス
タイ国有鉄道メークローン線のメークローン駅から徒歩約5～10分。